# Sonate K. 9
Pour un article plus général, voir Essercizi per gravicembalo.
La sonate K. 9 (F.525/L.413) en ré mineur est une œuvre pour clavier du compositeur italien Domenico Scarlatti. C'est la neuvième sonate du seul recueil publié du vivant de l'auteur, les Essercizi per gravicembalo (1738), qui contient trente numéros.

## Présentation
La sonate en ré mineur, K. 9, notée Allegro, est une sonate facile, malgré quelques sauts à la main gauche. Elle évolue dans un climat de pastorale (titre d'ailleurs donné au XIXe siècle),, puis sa deuxième section est de couleur espagnole dans une progression modulante.
Pestelli a découvert dans les années 1980 une version différente de la publication, dans un manuscrit conservé à l'université de Turin, qui « diverge notablement » et pourrait, sans pouvoir être daté précisément, lui être postérieur.

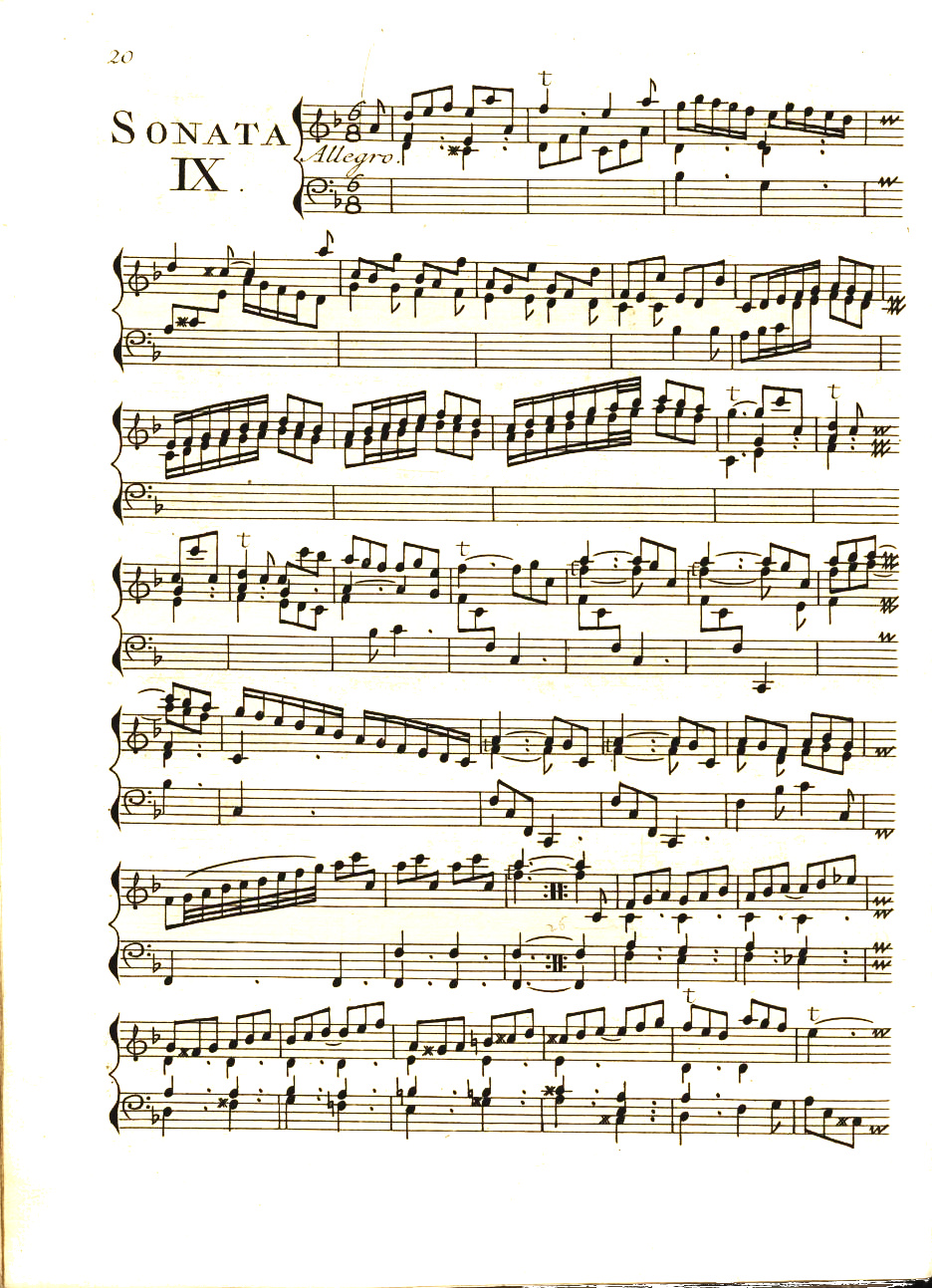
Début de la sonate, extraite d'une édition des Essercizi per gravicembalo publiée à Amsterdam en 1742, sous le titre de XXX Sonate per il Clavicembalo solo.

## Édition et manuscrit
L'œuvre est imprimée dans le recueil des Essercizi per gravicembalo publié sans doute à Londres en 1738. L'autre source en manuscrit est Münster V 45.

## Transcription
Le jeune Dmitri Chostakovitch en a réalisé une transcription pour vents en 1928 — avec la sonate K. 20 — constituant son opus 17.

## Interprètes
La sonate K. 9 est souvent interprétée au piano, notamment par Benno Moiseiwitsch (1919 ; 1927, HMV) dans l'arrangement de Carl Tausig ; Sergueï Rachmaninov (1919) arr. Tausig, Alexander Brailowsky arr. Tausig (1928, Danacord ; Londres 1938, HMV/APR) et Ignaz Friedman (1936) dans le même arrangement, Robert Casadesus (EMI), Arturo Benedetti Michelangeli (1942, Aura), Monique de la Bruchollerie (1950, Melo Classic), Dinu Lipatti (EMI), Walter Gieseking (1951, EMI/Warner), Marcelle Meyer (1954), Lazar Berman (concert 1962, Brilliant Classics), Aldo Ciccolini (1966), Glenn Gould (1968, Sony), Alicia de Larrocha (1979, Decca), Danièle Dechenne (nl) (1979, Musical Heritage Society), Anne Queffélec (1979, Erato), Agnès Gillieron (Calliope), Dubravka Tomšič Srebotnjak (1987, Grosse Meister), Ivo Pogorelich (1992, DG), Mikhaïl Pletnev (Virgin), Sergio Fiorentino (1995, Piano Classics), Valerie Tryon (2000, APR), Dejan Lazić (2008, Channel Classics), Ievgueni Soudbine (2015, BIS), Mūza Rubackytė, (2000, Lyrinx), Carlo Grante (2009, Music & Arts, vol. 1), Alexandre Tharaud (2011, Harmonia Mundi), Giuseppe Guarrera (Festivaldebüts, Ruhr festival, vol. 38) et Andrew Tyson, dans l'arrangement de Carl Tausig (2019, Alpha).
Au clavecin, elle est enregistrée par Wanda Landowska, George Malcolm (1954, Archiv), Zuzana Růžičková (1965, Supraphon), Scott Ross (Still, 1976 et Erato, 1985), Blandine Verlet (1976, Philips), Joseph Payne (1990, BIS), Laura Alvini (1990, Nuova Era), Luc Beauséjour (2003, Analekta), Kenneth Weiss (2007, Satirino), Emilia Fadini (2008, Stradivarius, vol. 11), Mario Raskin (2011, Verany), Christine Schornsheim et Hank Knox (2021, Leaf Music).
Julian Perkins, l'interprète au clavicorde (2022, Deux-Elles).

## Sources
: document utilisé comme source pour la rédaction de cet article.
- Ralph Kirkpatrick (trad. de l'anglais par Dennis Collins), Domenico Scarlatti, Paris, Lattès, coll. « Musique et Musiciens », 1982 (1re éd. 1953 (en)), 493 p. (OCLC 954954205, BNF 34689181).
- Alain de Chambure, « Domenico Scarlatti : Intégrale des sonates — Scott Ross », p. 172–175, Erato (2564-62092-2), 1985 (OCLC 891183737) .
- Guy Sacre, La musique pour piano : dictionnaire des compositeurs et des œuvres, vol. II (J-Z), Paris, Robert Laffont, coll. « Bouquins », 1998, 2424 p. (ISBN 978-2-221-08566-0).
- (en) W. Dean Sutcliffe, The Keyboard Sonatas of Domenico Scarlatti and Eighteenth-Century Musical Style, Cambridge / New York, Cambridge University Press, 2008, xi-400 (ISBN 978-0-521-07122-2, OCLC 1005658462).